# Kilnave Chapel

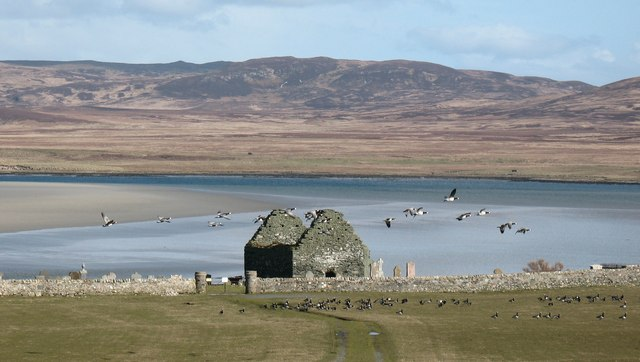
Kilnave Chapel vor dem Hintergrund von Loch Gruinart

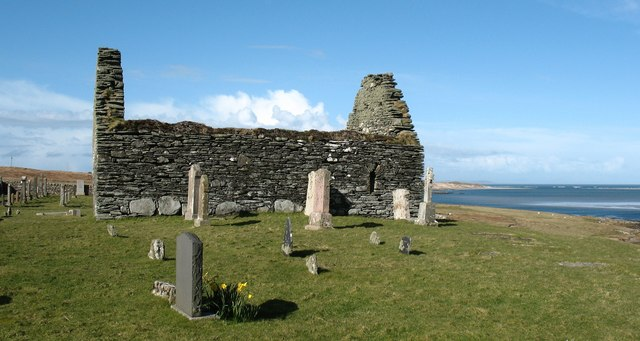
Nahaufnahme

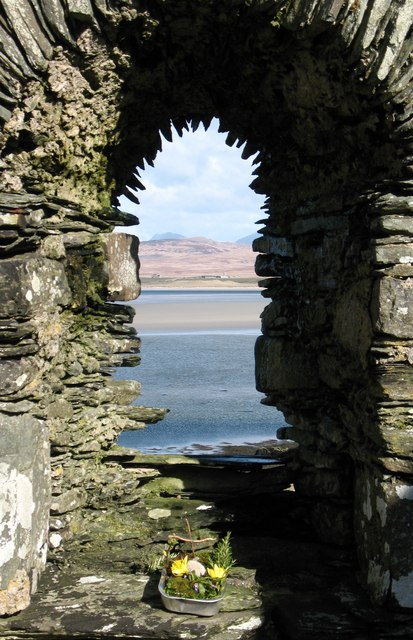
Detailaufnahme des östlichen Fensters

Kilnave Chapel, auch Kilnave Church oder gälisch Cill Naoimh oder Cill Neimh, ist eine Kirchenruine nahe der Siedlung Kilnave auf der schottischen Hebrideninsel Islay. Sie befindet sich etwa hundert Meter westlich der Küste des Meeresarmes Loch Gruinart. 1963 wurde die Kilnave Chapel in die schottischen Denkmallisten als Scheduled Monument aufgenommen.

## Geschichte
Wahrscheinlich bildete der Standort bereits im 1. Jahrtausend ein Zentrum religiöser Aktivität. So wird ein stehendes Kreuz auf dem zugehörigen Friedhof auf das 5. oder 12. Jahrhundert geschätzt. Es existieren jedoch keine Indizien für frühe Vorgängerbauten oder Umfriedungen aus dieser Zeit. Wann die heutige Kapelle gebaut wurde, ist nicht überliefert. Obschon die Architektur den keltischen Kirchen auf Iona aus dem 12. Jahrhundert ähneln, siedelt Historic Scotland den Bau um das Jahr 1400 an.
Nach der Schlacht von Gruinart sollen sich die unterlegenen Mitglieder des Clans MacLean in die Kapelle geflüchtet haben, welche sodann von Mitgliedern des siegenden Clans MacDonald in Brand gesteckt worden sein soll. Inwiefern die Flucht der MacLeans in die Kapelle tatsächlich stattgefunden hat, ist nicht geklärt. Hingegen erscheint die Zerstörung der Kapelle im Zusammenhang mit der Schlacht als gesichert. Die ältesten Grabsteine aus postreformatorischer Zeit stammen aus dem Jahr 1780. Inwiefern zu dieser Zeit nur der Friedhof oder auch die Kapelle genutzt wurde, ist nicht geklärt. Über den aus dem Gälischen stammenden Namen herrscht Unklarheit. So existieren mit Cill Naoimh (Kirche des Heiligen) und Cill Neimh (Nems Kirche) zwei mögliche Herleitungen. Nems Kirche beinhaltet den Namen des im frühchristlichen Schottland aktiven Heiligen Nem und würde den Verdacht auf Vorgängerbauten im ersten Jahrtausend erhärten.

## Beschreibung
Das Mauerwerk der Kirche besteht aus tonverfugtem Bruchstein. Die 90 cm mächtigen Außenmauern umschließen eine Innenfläche von 9,2 × 4,3 m2. Während in den unteren Schichten grobe Steinblöcke zu finden sind, ist das verbaute Material in den oberen Schichten deutlich feiner. Ausnahmen bilden Blöcke von bis zu 1,6 m Länge an den Gebäudekanten. Die Kapelle wurde durch eine Öffnung an der Westseite betreten, die ähnlich den Fensteröffnungen mit einem Bogen aus filigranem Steinmaterial abschließt. Die verwendeten Steine wurden hierbei nicht halbkreisförmig eingesetzt, sondern weisen oft nur eine geringe Verkippung zur Vertikalen auf. Die Rundbogenfenster befanden sich an der Ostseite sowie am östlichen Ende der Südseite. In den beiden Giebeln sind linear angeordnete Löcher sichtbar, die vielleicht einst der Fixierung des Gerüsts beim Bau dienten. Der erhöhte Altarraum war an der Ostseite unterhalb des Fensters zu finden. Die Außenmauern sind ausgesprochen gut erhalten, während das Dach eingestürzt und der Boden grasbewachsen ist.

## Friedhof
Die Kapelle befindet sich fast zentral auf einem maximal etwa 40 × 28 m2 messenden, beinahe trapezförmigen Geländes. Dieses ist durch eine Bruchsteinmauer umfriedet und grenzt den historischen Friedhof ab. Dort wurden verschiedene Kreuzplatten sowie Bruchstücke von Kreuzen gefunden. Das bedeutendste Artefakt ist wohl das wahrscheinlich aus dem 5. Jahrhundert stammende Kilnave Cross, das neben Kildalton Cross, Kildalton Small Cross und Kilchoman Cross zu den besterhaltenen stehenden Keltenkreuzen auf Islay zählt. Es ist 2,63 m hoch und ruht auf einem 72 cm hohen Sockel. Nördlich des alten Friedhofs schließt sich ein Friedhof neueren Datums an, der auf einer rechteckigen Fläche eingerichtet wurde.